# 2444 Lederle
2444 Lederle este un asteroid din centura principală, descoperit pe 5 februarie 1934, de Karl Reinmuth.